# Chad Pennington
Pour les articles homonymes, voir Pennington.
(en) Statistiques sur pro-football-reference
Chad Pennington, né le 26 juin 1976 à Knoxville (Tennessee), est un joueur américain de football américain qui jouait au poste de quarterback. Il a joué 11 saisons dans la National Football League (NFL) pour les Jets de New York (2000 à 2007) et les Dolphins de Miami.
Quarterback de qualité, arrivé à la deuxième place de la désignation du meilleur joueur de la saison 2008 et détenteur du meilleur pourcentage de passes réussies au cours d'une carrière en NFL (avec 66 %), il a pourtant vécu une carrière en demi-teinte du fait de blessures récurrentes.

## Biographie

### Carrière universitaire
Étudiant à l'université Marshall, il a joué pour les Thundering Herd de Marshall de 1995 à 1999.

### Carrière professionnelle
Il est sélectionné par les Jets de New York au premier tour, en 18e position, lors de la draft 2000 de la NFL. 
Pennington se blesse lors d'un match d'avant saison en 2003, manquant les six premiers matchs de la saison. Sa saison 2004 avec les Jets est meilleure avec un bilan de 10 victoires pour 6 défaites. Il se blesse à nouveau en fin de saison et manque les trois derniers matchs de la saison régulière. Il est néanmoins rétabli pour disputer les éliminatoires et se signale par un excellent match contre les Chargers de San Diego, avec 279 yards à la passe et deux touchdowns.
Il subit une première intervention médicale à l'épaule droite en février 2005, puis une deuxième en octobre de la même année après quelques matchs de la saison 2005. Sa saison est terminée après seulement trois parties. Son contrat avec les Jets est renouvelé pour la saison 2006 et il se signale en réalisant le meilleur cumul de yards à la passe parmi tous les quarterbacks lors de la première semaine de la saison. Disputant 16 matchs pour la première fois de sa carrière, il remporte le prix revenant de l'année de la ligue.
À la suite de l'embauche de Brett Favre lors du camp d'entraînement de la saison 2008, Pennington est libéré de son contrat par les Jets. Il signe par la suite avec les Dolphins de Miami, qui n'ont remporté qu'un seul match la saison précédente. Nommé titulaire en début de saison, il aide les Dolphins à se qualifier aux éliminatoires avec une fiche de 11 victoires et 5 défaites, bon pour le premier rang de leur division. Pour son rôle dans les succès des Dolphins en comparaison de la dernière saison, il est considéré pour remporter le prix de meilleur joueur de la ligue. Il termine deuxième dans les votes pour cet honneur derrière Peyton Manning, qui a reçu la grande majorité des votes. Il est par contre désigné revenant de l'année pour la deuxième fois de sa carrière.
À la suite de nouvelles blessures, il met fin à sa carrière professionnelle après la saison 2010.

## Statistiques
| Année              | Équipe             | MJ                 |         | Passes   | Passes | Passes | Passes | Passes | Passes | Passes  |       | Courses | Courses | Courses | Courses |
| Année              | Équipe             | MJ                 | Tentées | Réussies | Pct.   | Yards  | TD     | Int.   | Éval.  | Tentées | Yards | Moy.    | TD      |         |         |
| 2000               | Jets de New York   | 1                  | 5       | 2        | 40     | 67     | 1      | 0      | 127,1  | 1       | 0     | 0       | 0       |         |         |
| 2001               | Jets de New York   | 2                  | 20      | 10       | 50     | 92     | 1      | 0      | 79,6   | 1       | 11    | 11      | 0       |         |         |
| 2002               | Jets de New York   | 15                 | 399     | 275      | 68,9   | 3 120  | 22     | 6      | 104,2  | 29      | 49    | 17      | 2       |         |         |
| 2003               | Jets de New York   | 10                 | 297     | 189      | 63,6   | 2 139  | 15     | 12     | 82,9   | 21      | 42    | 2       | 2       |         |         |
| 2004               | Jets de New York   | 13                 | 370     | 242      | 65,4   | 2 673  | 16     | 9      | 91     | 34      | 126   | 3,7     | 1       |         |         |
| 2005               | Jets de New York   | 3                  | 83      | 49       | 59     | 530    | 2      | 3      | 70,9   | 6       | 27    | 4,5     | 0       |         |         |
| 2006               | Jets de New York   | 16                 | 485     | 313      | 64,5   | 3 652  | 17     | 16     | 82,6   | 35      | 109   | 3,1     | 0       |         |         |
| 2007               | Jets de New York   | 9                  | 260     | 179      | 68,9   | 1 765  | 10     | 9      | 86,1   | 20      | 32    | 1,6     | 1       |         |         |
| 2008               | Dolphins de Miami  | 16                 | 476     | 321      | 67,4   | 3 653  | 19     | 7      | 97,4   | 30      | 62    | 2,1     | 1       |         |         |
| 2009               | Dolphins de Miami  | 3                  | 74      | 51       | 68,9   | 413    | 1      | 2      | 76     | 3       | 7     | 2,3     | 0       |         |         |
| 2010               | Dolphins de Miami  | 1                  | 2       | 1        | 50     | 19     | 0      | 0      | 83,3   | -       | -     | -       | -       |         |         |
| Totaux en carrière | Totaux en carrière | Totaux en carrière | 2 471   | 1 632    | 66     | 17 823 | 102    | 64     | 90,1   | 180     | 465   | 2,6     | 7       |         |         |